# Операция «Компас»
 Операция «Компас» (англ. Operation Compass, итал. Operazione Compass) (9 декабря 1940 — 9 февраля 1941) — стратегическая военная операция вооружённых сил Великобритании и союзников против итальянских войск с целью отвоевания Египта и разгрома 10-й итальянской армии в ходе Североафриканской кампании Второй мировой войны.
Несмотря на то, что британские войска значительно уступали в численности итальянским, они смогли удачно провести операцию, полностью разгромить 10-ю армию и взять большое количество пленных. Итальянцы были выбиты из Египта и потеряли значительную часть Киренаики.

## Военно-стратегическая ситуация
10 июня 1940 года Италия объявила войну Великобритании и Франции, тем самым вступив во Вторую мировую войну. 13 сентября итальянские войска 10-й армии под командованием маршала Родольфо Грациани из восточной Киренаики начали наступление в Египет. Перед лицом превосходящих сил противника британские войска, не оказывая сильного сопротивления и ограничившись лишь налётами подвижных соединений, отошли к Мерса-Матруху. Итальянцы остановили наступление 16 сентября у Сиди-Баррани и расположились в нескольких больших лагерях.
В течение последующих трёх месяцев итальянцы не предпринимали никаких попыток к тому, чтобы продолжить наступление или оборудовать оборонительные позиции. Вместо того, чтобы развивать успех, они ждали, пока тыловые части проложат к их новой позиции дорогу и подведут водопровод.
Весь этот период боевые действия в Северной Африке были ограничены лишь действиями авиации. Шесть итальянских дивизий расположились широкой дугой, выгибавшейся на юго-восток. Один её конец упирался в море близ Сиди-Баррани, другой находился у Бир-Софари. На фронте протяженностью примерно 70 км итальянцы не оборудовали ни одной позиции или хотя бы цепи опорных пунктов. Они разместились в больших лагерях, которые находились друг от друга в десятке километров, не имея между собой никакой тактической связи.
Тем временем командующий английскими войсками в Египте А. П. Уэйвелл, пользуясь бездеятельностью противника, решил перейти в контрнаступление.

## Силы сторон

### Великобритания и союзники
Ближневосточное командование (командующий фельдмаршал Арчибальд Уэйвелл) осуществляло общее командование британскими войсками на Ближнем Востоке. В операции участвовали части, подчинённые командованию и расположенные в Египте:
- Армия «Нил» (командующий генерал-майор Ричард О’Коннор). С 1 января преобразована в 13-й армейский корпус.
  - 7-я танковая дивизия
  - 4-я пехотная дивизия (Британская Индия) (до 12 декабря, отправлена в Судан)
  - 6-я пехотная дивизия (Австралия) (с 12 декабря)
  - 7-й танковый полк
  - ряд отдельных артиллерийских и танковых частей армейского подчинения[1].

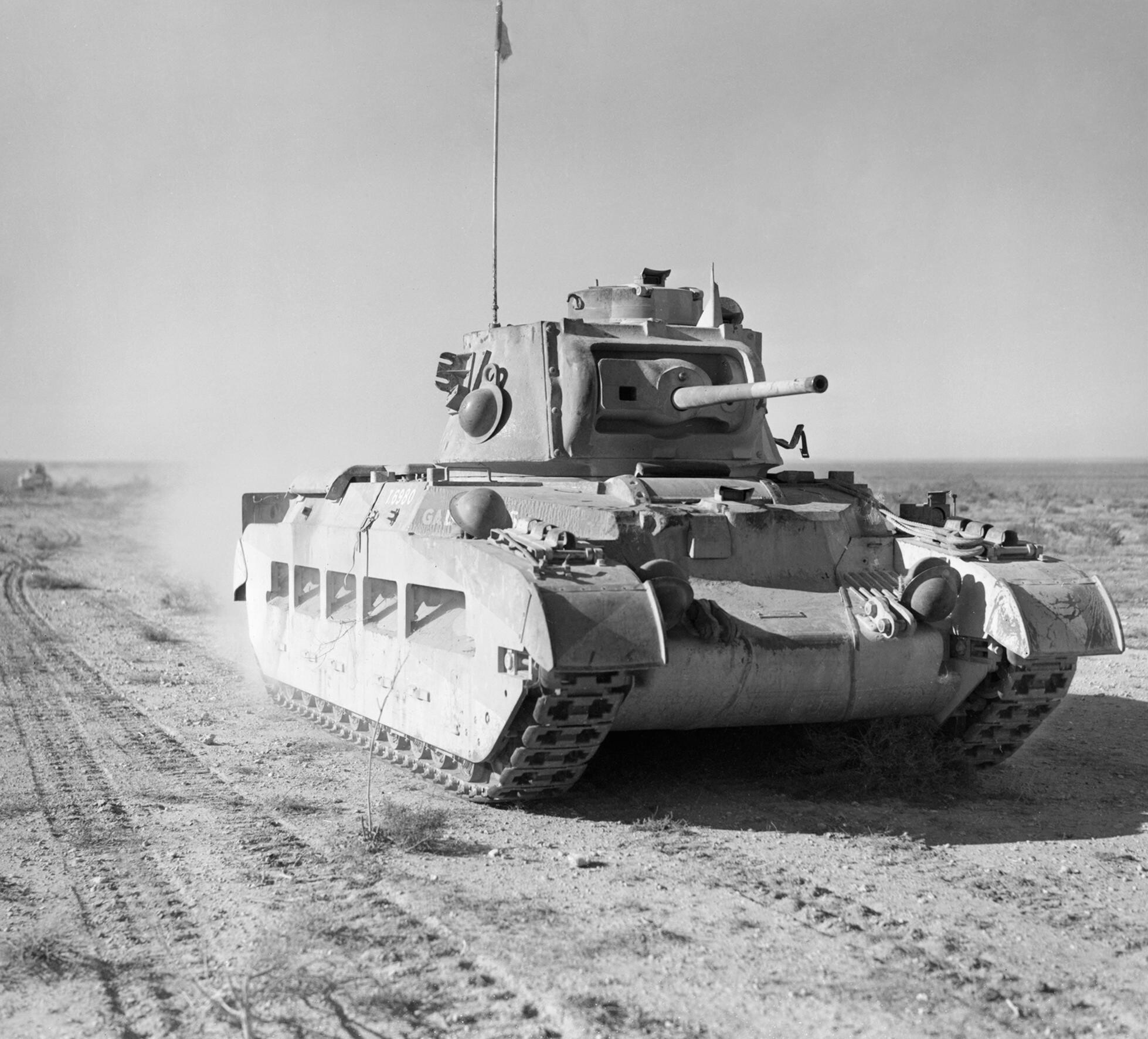
Танк «Матильда» 7-го танкового полка на марше (19 декабря 1940)

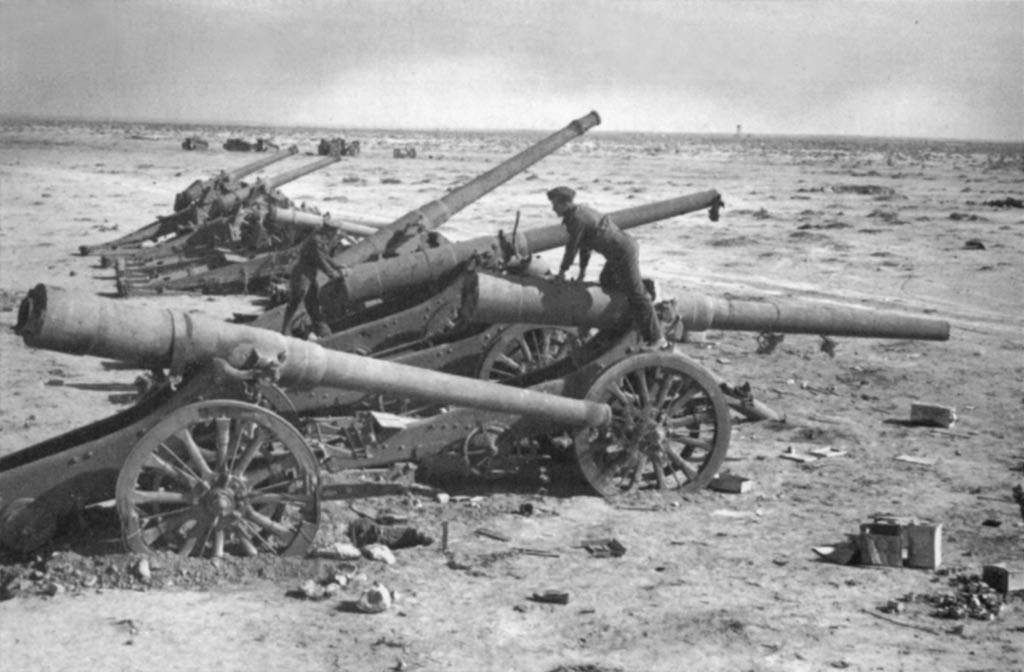
Батарея итальянских орудий Cannone da 149/35 и 120/25 захваченных британцами.

В общем британские сухопутные силы насчитывали 36 тыс. человек, 120 орудий, 275 танков.
Танковые части британцев состояли из крейсерских танков (Mk I, Mk II и Mk III). 7-й отдельный танковый полк представлял собой наиболее грозную силу, имея на вооружении 50 танков «Матильда», против брони которых были бессильны как итальянские танки, так и средства противотанковой обороны. Двухфунтовые (40 мм) же пушки «Матильд» пробивали броню любого итальянского танка.
Авиационную поддержку оказывала 202-я группа королевских ВВС (командующий Рэймонд Колишау), имевшая 142 самолёта.

### Италия
Общее командование войсками в Северной Африке осуществлял маршал Родольфо Грациани
- 10-я армия (командующий генерал И. Гарибольди, с 23 декабря Джузеппе Теллера).
  - 20-й корпус (командующий генерал-лейтенант Фердинандо Кона)
    - 60-я пехотная дивизия «Сабрата»

  - 21-й корпус (командующий генерал-лейтенант Лоренцо Далмаццо)
    - 63-я пехотная дивизия «Сирене»
    - 64-я пехотная дивизия «Катанзаро»

  - 22-й корпус (командующий генерал-лейтенант Петасси Манела)
    - 61-я пехотная дивизия «Сирт»

  - 23-й корпус (командующий генерал-лейтенант Аннибале Бергонзоли)
    - 1-я дивизия чернорубашечников «23 марта»
    - 2-я дивизия чернорубашечников «28 октября»
    - 62-я пехотная дивизия «Мармарика»

  - Ливийский корпус (командующий генерал-лейтенант Себастьяно Галлина)
    - 4-я дивизия чернорубашечников «3 января»
    - 1-я Ливийская дивизия «Сибелле»
    - 2-я Ливийская дивизия «Пескатори»
    - Механизированная группа Малетти

  - ряд отдельных артиллерийских и танковых частей армейского подчинения[1]

В общем итальянские сухопутные силы насчитывали 150 тыс. человек, 1600 орудий и 600 танков.
Среди танков у итальянцев имелись лёгкие танки L3/35 и средние танки M11/39. M11/39 имел слабую броню и малоэффективную пушку (к тому же расположенную не в башне, а в корпусе) и значительно уступал в эффективности британским танкам.
Авиационную поддержку оказывала 5-я эскадра (командующий генерал Филипп Порро), имевшая 331 самолёт.

## План операции
Британский план наступления предусматривал нанесение рассекающего удара между наиболее удалёнными друг от друга лагерями в Нибейва и Бир-Софари, обеспечение своего южного фланга и последующий разворот на север с заходом в тыл основной группировке итальянских войск.
Изначально операция планировалась как короткое 5-дневное наступление, с целью выбить итальянцев с территории Египта, однако в связи с достигнутым первоначальным успехом, наступление было продолжено на территории Ливии.
В ночь с 7 на 8 декабря 1940 передовые английские части выступили из Мерса-Матруха и совершили первый марш-бросок на 45 км. Днём 8 декабря они отдохнули, оставшись незамеченными итальянцами, и ночью вышли на исходные позиции для наступления.

## Ход операции

### 1-й этап (9 — 12 декабря)

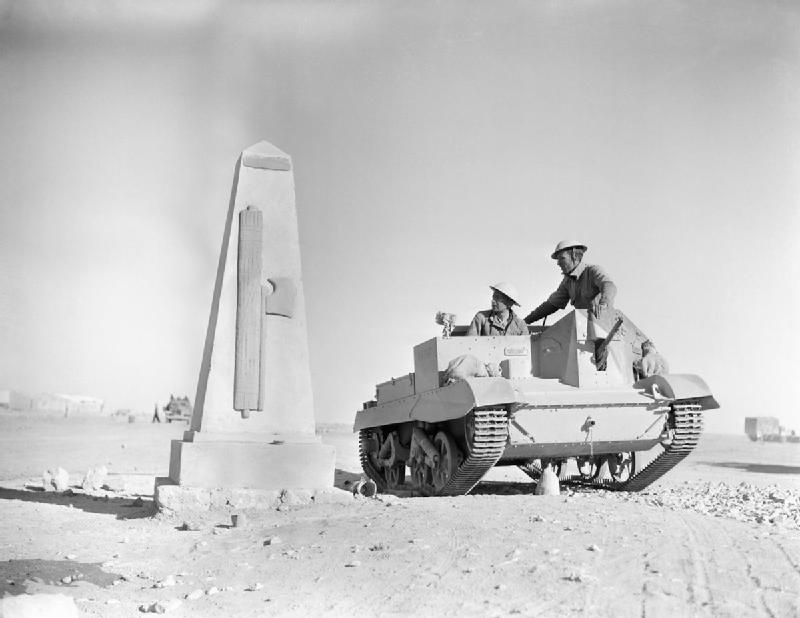
Экипаж британского бронетранспортёра Universal Carrier рассматривает памятный знак, установленный итальянцами в честь захвата Сиди-Баррани несколькими месяцами ранее (16 декабря 1940)

Рано утром 9 декабря британская артиллерия начала усиленный обстрел лагеря «Нибейва», где располагалась Механизированная группа Малетти. Одновременно 7-й отдельный танковый полк и 11-я индийская пехотная бригада атаковали лагерь с северо-запада, где, по мнению британской разведки, оборона лагеря была наименее укреплена. После короткой ожесточённой битвы к 8:30 утра итальянский лагерь был взят, генерал Малетти убит, около 2 тыс. итальянцев попало в плен.
В это же время британский флот обстрелял Мактилу, Сиди-Баррани и дорогу, идущую вдоль побережья, а авиация атаковала итальянские аэродромы.
После этого английские танки повернули на север и к исходу дня захватили ещё 2 итальянских лагеря. 9 декабря английские войска двинулись к группе итальянских лагерей вокруг Сиди-Баррани. К исходу дня англичанам удалось захватить большую часть позиций противника.
Остатки 10-й итальянской армии укрылись в крепости Бардия, которая вскоре была осаждена англичанами. Здесь наступление остановилось, так как единственная пехотная дивизия была отправлена в Судан. После прибытия войск из Палестины наступление продолжилось.

### 2-й этап (3 — 22 января)

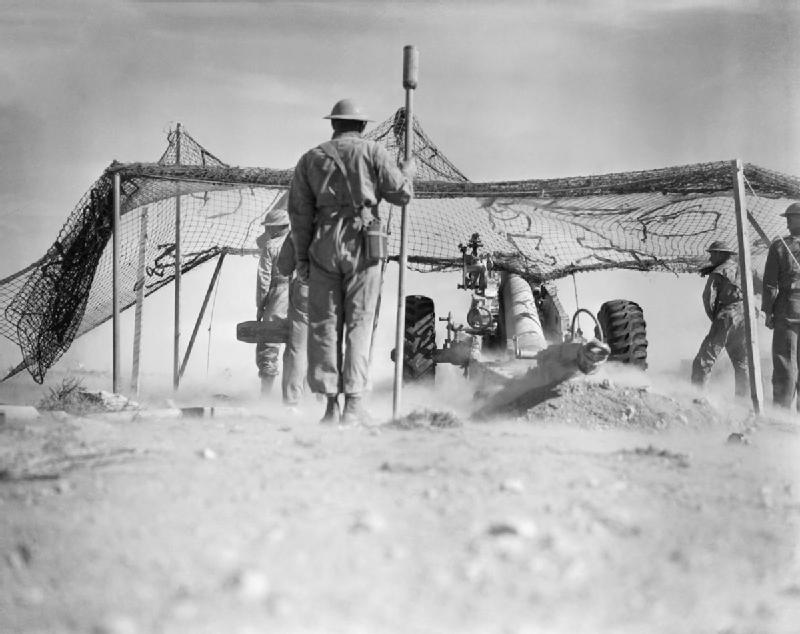
Британская артиллерия ведёт огонь по Бардии (31 декабря 1940)

1 января 1941 Армия «Нил» была преобразована в 13-й армейский корпус. 3 января британо-австралийские войска начали штурм Бардии. 6 января, не оказав серьёзного сопротивления, гарнизон Бардии капитулировал. 36 тысяч итальянских солдат попало в плен.
После взятия Бардии 7-я бронетанковая дивизия и 19-я австралийская бригада продолжили наступление на Тобрук и к 9 января город был окружён. Двенадцать дней итальянские силы в Тобруке находились в осаде. 21 января под покровом ночи О’Коннор перешёл в наступление силами трёх австралийских бригад и на следующий день город был взят. Союзники захватили 25 тысяч пленных, 236 орудий, 23 танка и более 200 прочих транспортных средств
Здесь наступление опять остановилось, так как британское правительство решало вопрос о высадке десанта в Греции, атакованной Италией. Однако греческое правительство считало, что высадка британских войск в Греции повлечёт за собой вмешательство Германии в итало-греческую войну. Поэтому оно посоветовало Великобритании продолжить наступление в Северной Африке.

### 3-й этап

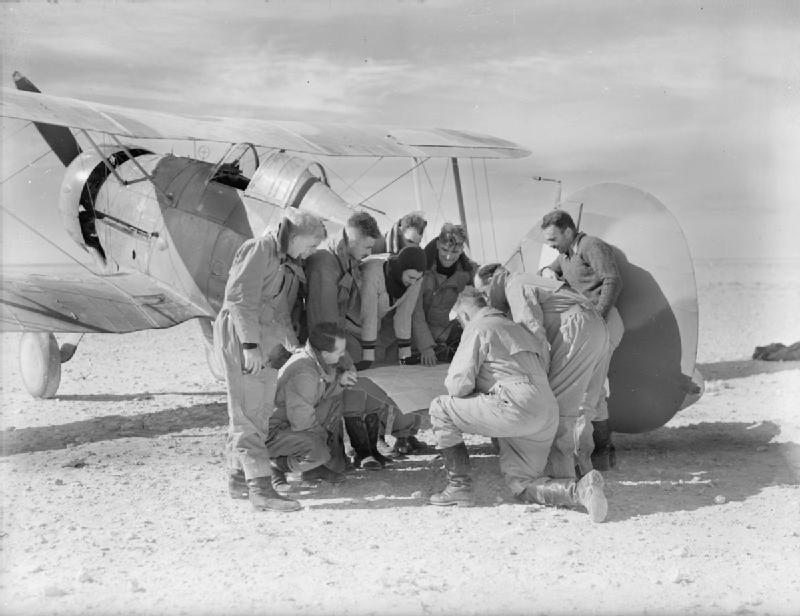
Пилоты 3-й эскадрильи Королевских ВВС Австралии изучают карту боевых действий, разложенную на стабилизаторе истребителя Gloster Gladiator (февраль 1941)

Английская оперативная группировка под командованием генерала О’Коннора двинулась на Бенгази, узнав, что итальянские войска готовятся оставить город и отойти к Эль-Агейле. О’Коннор решил воспрепятствовать отходу. 4 февраля английские танки и бронеавтомобили начали стремительный бросок. 5 февраля англичане заняли позиции у Беда-Фоммы, на путях отхода противника. Было разгромлено несколько отступающих колонн итальянцев.
Утром 6 февраля к позициям англичан подошли основные силы итальянцев. В результате развернувшихся танковых сражений англичанам удалось уничтожить и повредить до 100 итальянских танков. После этого пехота противника начала сдаваться. Было пленено около 20 тысяч человек, захвачено более 200 орудий и 120 танков.

## Результаты
Итальянская 10-я армия потеряла не менее 5500 человек убитыми, около 10 000 ранеными, 133 298 человек взятыми в плен и потерявшими 420 танков и 845 орудий. Итальянские войска в Северной Африке были разгромлены, был открыт путь на Триполи, однако британское правительство 12 февраля вновь потребовало остановить наступление.
Решение остановить наступление было принято в связи с тем, что новый премьер-министр Греции согласился на высадку английских войск. Как и предвидело предыдущее греческое правительство, за этим последовало немецкое вторжение в Грецию.